# Youssouf Sabaly
Youssouf Sabaly, född 5 mars 1993, är en fransk-senegalesisk fotbollsspelare som spelar för Real Betis i La Liga. Han representerar även det senegalesiska landslaget.

## Karriär
I augusti 2016 lånades Sabaly ut till Bordeaux över säsongen 2016/2017. Den 1 juli 2017 blev det en permanent övergång till Bordeaux, där han skrev på ett fyraårskontrakt.
Den 7 juni 2021 värvades Sabaly av Real Betis, där han skrev på ett femårskontrakt.